# Zdenko Velecký
Zdenko Velecký (24. listopadu 1941 Šimonovany – 30. dubna 2023 Prešov) byl slovenský fotbalista, útočník. Vystudoval medicínu a pracoval jako ortoped. Od sedmdesátých let byl více než 25 let lékařem házenkářů Prešova.

## Fotbalová kariéra
V československé lize hrál za Slovan Bratislava a Tatran Prešov. Nastoupil v 71 ligových utkáních a dal 18 gólů. V Poháru vítězů pohárů nastoupil v 5 utkáních a dal 3 góly.

## Ligová bilance
| Ročník                                     | Zápasy | Góly | Klub              |
| ------------------------------------------ | ------ | ---- | ----------------- |
| 1. československá fotbalová liga 1959/1960 | 5      | 2    | Slovan Bratislava |
| 1. československá fotbalová liga 1960/1961 | 12     | 3    | Slovan Bratislava |
| 1. československá fotbalová liga 1961/1962 | 9      | 2    | Slovan Bratislava |
| 1. československá fotbalová liga 1962/1963 | 25     | 10   | Slovan Bratislava |
| 1. československá fotbalová liga 1963/1964 | 12     | 1    | Slovan Bratislava |
| 2. československá fotbalová liga 1967/1968 | -      | -    | Tatran Prešov     |
| 1. československá fotbalová liga 1969/1970 | 8      | 0    | Tatran Prešov     |
| CELKEM                                     | 71     | 18   |                   |